# Sudice (Morávia do Sul)
Sudice é uma comuna checa localizada na região de Morávia do Sul, distrito de Blansko.